# Bjarni Tryggvason
Bjarni Tryggvason (ur. 21 września 1945 w Reykjavíku, zm. 5 kwietnia 2022) – kanadyjski astronauta pochodzenia islandzkiego.

## Życiorys
Skończył szkołę w Nowej Szkocji i szkołę średnią w Richmond, w 1972 ukończył fizykę inżynieryjną na Uniwersytecie Kolumbii Brytyjskiej. Następnie został meteorologiem i specjalistą od fizyki chmur w Toronto, później specjalistą w zakresie matematyki stosowanej i dynamiki płynów oraz wykładowcą University of Western Ontario. Pracował również w laboratoriach aerodynamicznych. Napisał ponad 50 publikacji prasowych. Jest członkiem Kanadyjskiego Instytutu Aeronautyki i Kosmosu. 5 grudnia 1983 został wyselekcjonowany przez NASA jako kandydat do lotu kosmicznego.
Od 7 do 19 sierpnia 1997 jako specjalista ładunku uczestniczył w misji STS-85 trwającej 11 dni, 20 godzin i 26 minut. 

## Odznaczenia
- Medal Diamentowego Jubileuszu Królowej Elżbiety II (wersja kanadyjska; 2012)[2]
- Medal za Lot Kosmiczny (Stany Zjednoczone, 1997)[3]
- Krzyż Kawalerski Orderu Sokoła Islandzkiego (Islandia, 2000)[4]
- Universal Astronaut Insignia za lot orbitalny (nr 363) – Stowarzyszenie Uczestników Lotów Kosmicznych (Association of Space Explorers(inne języki))[5]